# Paz de Apamea

Mapa de Asia Menor tras la paz de Apamea:
Ciudades griegas independientes.
Rodas, aliado romano.
Pérgamo, aliado romano.
Reino seléucida, derrotado en la guerra.
Chipre (egipcio).

La paz de Apamea fue un tratado firmado en el verano de 188 a. C., tras la batalla de Magnesia (189 a. C.) que finalizó con la derrota del rey seléucida Antíoco III el Grande y sus aliados frente a Roma, Pérgamo, Macedonia y Rodas; poniendo fin a la guerra romano-siria. Los territorios al oeste de los montes Tauro pasaron a control indirecto de Roma y el tratado destruyó el antiguo poderío seléucida. Este declive facilitó la expansión de Partia en la región.

## Condiciones pactadas en el tratado
- El rey seléucida Antíoco III se comprometió a pagar 15 000 talentos como indemnización.
- Antíoco III también debía entregar al caudillo de Cartago Aníbal a Roma. Sin embargo, esta cláusula no se cumplió puesto que Aníbal huyó a Bitinia.
- El rey Antíoco renunciaba a Asia Menor al norte de los montes Tauro,[1] quedando como rey en el resto de sus territorios.
- Se abstenía de navegar por el estrecho del Bósforo.
- Entregaba sus elefantes y sus navíos, excepto diez.
- Rodas recibía el territorio de Licia y parte del de Caria.
- Eumenes II de Pérgamo recibía el Quersoneso europeo (península de Galípoli), quedando dueño del estrecho del Helesponto.
- Roma sometió a los etolios y subordinó la política de éstos a la del Senado romano, quitándoles su influencia en la Anfictionía de Delfos.
- Filipo V de Macedonia adquirió algunos territorios.
- Roma se anexionó las islas de Zante y Cefalonia, en el mar Jónico.

## Consecuencias del tratado
A partir de la paz de Apamea, el imperio seléucida dejó de ser una amenaza para Roma y, debido también a la debilidad de Egipto y a la falta de poder del resto de estados del Mediterráneo oriental, se asentaron las bases para una hegemonía de Roma sobre toda la zona. 